# Sejm zwyczajny 1637
Sejm 1637 – sejm zwyczajny I Rzeczypospolitej został zwołany przez króla Władysława IV Wazę 20 sierpnia 1636 roku do Warszawy. 
Sejmiki przedsejmowe w województwach odbyły się 9 grudnia 1636 roku. Marszałkiem sejmu obrano Kazimierza Leona Sapiehę pisarza wielkiego litewskiego. Obrady sejmu trwały w Warszawie od 20 stycznia do 4 marca 1637 roku. 
W czasie obrad sejmowych zajęto się przede wszystkim egzorbitancjami (postulatami naprawy złych urządzeń). Z tego powodu nie podjęto spraw, które znajdowały się w propozycjach królewskich. W związku z brakiem prolongaty obrad sejm rozszedł się bez uchwalenia konstytucji.